# Schenkenau (Itzgrund)
Schenkenau ist ein Gemeindeteil von Itzgrund im oberfränkischen Landkreis Coburg.

## Geographie
Die Einöde liegt etwa 16 Kilometer südwestlich von Coburg entfernt, nördlich der Mündung der Alster in die Itz, auf einer Insel. Das Anwesen besteht aus dem Schloss und einer ehemaligen Mühle.

## Geschichte
Schenkenau wurde 1258 erstmals urkundlich genannt. Ludwig I. von Rotenhan erbaute um 1250 das Schloss, vermutlich ein Wasserschloss, das bis ins 15. Jahrhundert Familienstammsitz war. 1525 wurde das Schloss im Verlauf der Bauernkriege zerstört und wieder aufgebaut. 1693 bis 1711 gehörte das Gut Philipp Gaston Graf Wolf von Wolfsthal, den die Grafen von Schönborn-Wiesentheid beerbten. Mitte des 18. Jahrhunderts veranlassten die Herren von Greiffenclau zu Vollrath den Umbau zu einer dampfbetriebenen Baumwollspinnerei. Aus der Mühle an der Itz entstand unter der Familie Prieger 1778 eine Kunstmühle. Die Stilllegung erfolgte 1955, die Stromerzeugung begann 1961. Seit 1973 wird die Schlossanlage als Ferienhof genutzt.
Im 19. Jahrhundert wurde Schenkenau in Schottenstein eingemeindet. 1862 erfolgte die Eingliederung Schenkenaus in das neu geschaffene bayerische Bezirksamt Staffelstein.
1875 zählte Schenkenau vier Einwohner und fünf Gebäude. Die Kinder gingen im einen Kilometer entfernten Untermerzbach zur Schule. 1925 hatte der Weiler 22 Einwohner und 5 Wohnhäuser. Der Ort gehörte zum Kirchsprengel der evangelischen Pfarrkirche in Untermerzbach. Im Jahr 1987 umfasste die Einöde fünf Einwohner und ein Wohnhaus mit zwei Wohnungen.
Am 1. Juli 1972 wurde der Landkreis Staffelstein aufgelöst. Seitdem gehört Schenkenau zum Landkreis Coburg. Im Zuge der bayerischen Gebietsreform verlor Schottenstein am 1. Mai 1978 seine Selbstständigkeit als Gemeinde und wurde, wie sein Gemeindeteil Schenkenau, ein Gemeindeteil der Gemeinde Itzgrund.

### Einwohnerentwicklung
| Jahr      | 1875 | 1900 | 1925 | 1950 | 1970 | 1987 |
| --------- | ---- | ---- | ---- | ---- | ---- | ---- |
| Einwohner | 4    | 11   | 22   | 28   | 15   | 5    |